# Nellie Brown
Pour les articles homonymes, voir Brown.
Nellie Adalesa Brown (1876–1956) est une botaniste et chercheuse américaine, dont la grande partie du travail a porté sur la pathologie végétale. Tout en travaillant avec Charles O. Townsend comme assistantes pour Erwin Frink Smith, Brown et ses collègues ont décrit en 1907 la bactérie Agrobacterium tumefaciens, l'organisme responsable de la galle du collet. Elles ont également identifié les méthodes d'atténuation,.

## Biographie
Brown est diplômée de l'Université du Michigan en 1901, où elle a étudié la botanique. Tout en poursuivant des études post-diplôme à l'Université de Californie, Brown devient membre du Torrey Botanique Club. Après avoir enseigné les sciences dans des lycées au Michigan et en la Floride pendant cinq ans, elle devient chercheuse en pathologie végétale au Département de l'agriculture des États-Unis, au Bureau of Plant Industry de 1906 à 1910.
Brown est assistante phytopathologiste de 1910 à 1925, et est apparue comme la deuxième auteure de deux importantes études portant sur la galle des plantes, menées par Erwin Frink Smith en 1911 et 1912. De 1915 à 1918, elle commence à étudier les maladies bactériennes de la laitue, et a publié sous son propre nom des travaux de recherche. En 1924, elle étudie des souches tumorales de pomme, qu'elle distingue de la galle.
Dans les années 1920, Brown est promue pathologiste, poste qu'elle occupe jusqu'à sa retraite en 1941.